# Liers
Cet article possède un paronyme, voir Lire (paronymie).
Pour la ville flamande, voir Lierre (Belgique).
Liers [ljɛʁs] (en wallon Liesse) est une section de la ville belge d'Herstal située en Région wallonne dans la province de Liège.
C'était une commune à part entière avant la fusion des communes de 1977. La majeure partie de Liers est située sur le territoire d'Herstal, cependant une petite partie, définie entre le chemin de fer et le village d'Anixhe, est régie par la commune de Juprelle.

## Géographie
Le village hesbignon est situé sur l'ancienne voie romaine reliant Tongres à Herstal et à proximité immédiate des autoroutes E40 et E313, ainsi que du parc industriel des Hauts-Sarts. Sur son territoire se situe l'ancien fort de Liers, un des 12 forts de ceinture de la ville de Liège.

### Chemins et sentiers
Il y a sur le territoire de cette ancienne commune un total estimé de 14 kilomètres de chemins et sentiers. Ces 29 chemins et sentiers ont tous été cartographiés : 7 km est en bon état, 2 km sont difficiles et 1 km est au statut inconnu. Le sentier n° 23 a été barré illégalement par une clôture.

## Démographie
- Sources : INS, Rem. : 1831 jusqu'en 1970 = recensements, 1976 = nombre d'habitants au 31 décembre.

## Histoire
Le  lieu était traversé à l'époque gallo-romaine par la chaussée romaine de Tongres à Herstal, devenue la chaussée Brunehaut.
La motte féodale de Liers a été érigée au cours du Haut Moyen Âge et son château détruit en 1646. Le site est classé depuis 1952.

## Patrimoine et culture

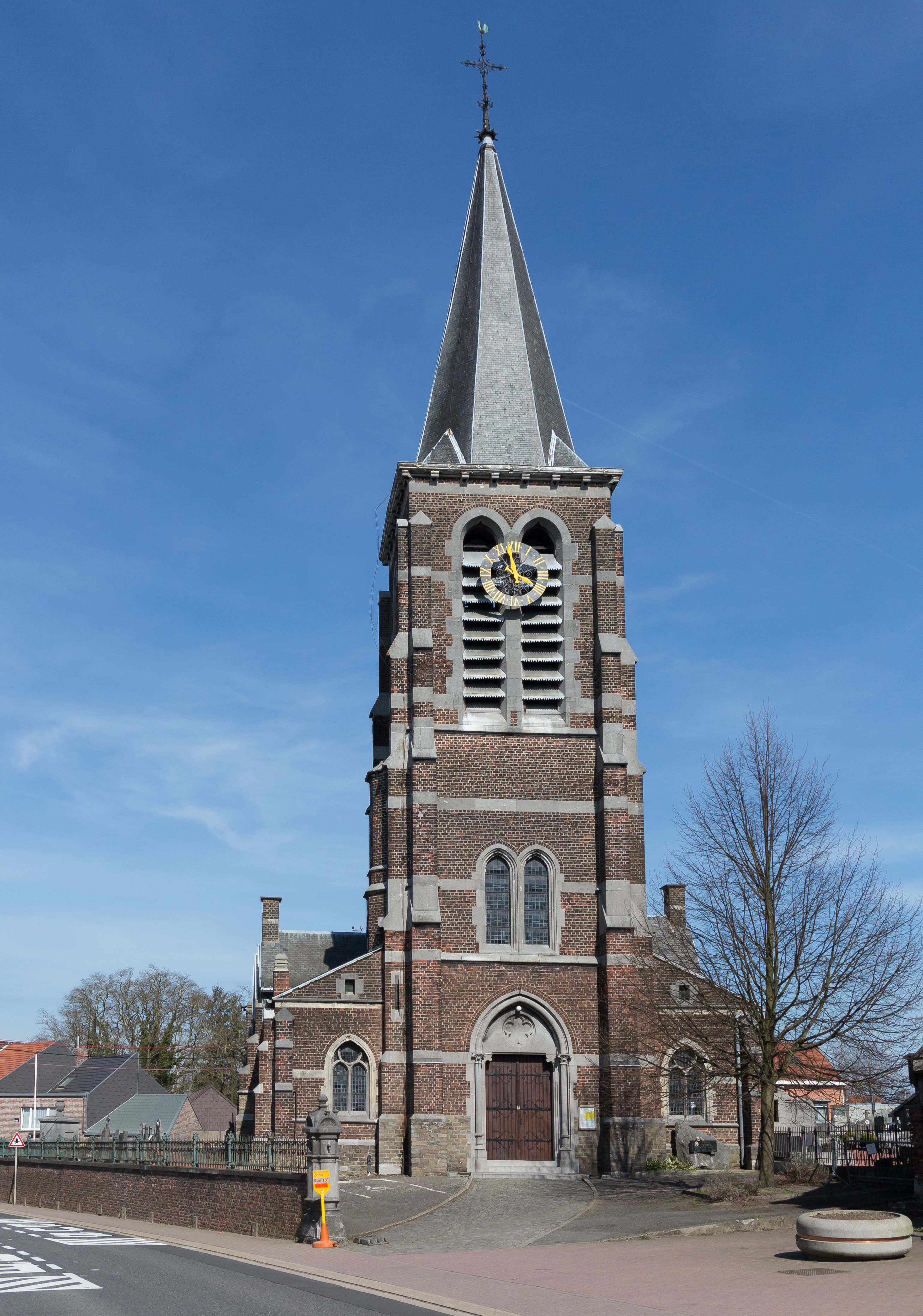
Liers, l'église Saint Remy.
Ecoutez le son des cloches de Liers

## Économie

### Exploitation du phosphate
Entre 1884 et 1944, on a exploité, à Liers, une couche de phosphate de chaux de quelques dizaines de cm d'épaisseur. Cette couche se trouve à une profondeur entre 7 et 30 mètres, au-dessus des Marnes du Maastrichtien et est surmontée d'un banc d'argile à silex. Il y a eu 348 carrières souterraines de phosphate à Liers, le plus grand nombre en Belgique, avec Vottem (347). De temps en temps des effondrements de ces carrières souterraines se produisent.

### Transports

#### Chemin de fer
Le village dispose d'une gare ferroviaire de la SNCB sur la ligne 34 reliant Liège à Hasselt: la gare de Liers.

#### Tramway
Dans la première partie du XXe siècle, Liers était desservi par la ligne 820 Genk – Zutendaal –  Bilzen – Riemst – Bassenge – Houtain-Saint-Siméon – Liers – Vottem. Cette ligne était exploitée par la SNCV. Elle était en exploitation de 1910 à 1959. Les archives de la SNCV Limbourg contiennent de nombreuses fardes concernant la ligne 820. Les fardes avec les documents se trouvent à Berchem-lez-Anvers; plus précisément concernant la section Liers-Vottem:
- le tronçon Liers - Vottem était mis en exploitation le 21 janvier 1924 ;
- le tronçon Houtain-St-Simeon - Liers - Vottem a été fermé pour le trafic des voyageurs le 31 janvier 1936 ;
- ce même tronçon a été fermé également pour le trafic des marchandises, le 13 décembre 1954.